# Габрилович, Ольга Евгеньевна
Ольга Евгеньевна Габрилович (17 сентября 1874 — после 1925) — русский фармацевт, первая в Российской империи женщина со степенью магистра фармации.

## Биография
Родилась 17 сентября 1874 года в Санкт-Петербурге в семье врачей.
В семнадцать лет, по окончании гимназии, Ольга решила пойти ученицей в аптеку при Александровской больнице в Петербурге. Это были времена, когда общественность с иронией воспринимала возможность появления в России женщин-провизоров. В 1897 году она выдержала экзамен на звание аптекарского помощника при Императорской военно-медицинской академии, после чего продолжала службу в той же аптеке. Также некоторое время работала в аптеке Фринландера и в химической лаборатории доктора Билля.
В 1901 году Ольга Габрилович выдержала экзамен на звание провизора при той же академии и осенью 1901 года прослушала курс бактериологии в Институте экспериментальной медицины. В 1902 году она была приглашена в Женский медицинский институт помощником при ведении практических занятий при кафедре фармации.
В 1904 году в ряде северных земств Российской империи было отмечено появление так называемого «пьяного хлеба». Так как его употребление повлекло за собой несколько смертельных исходов, то земские управы обратились в Общество охранения народного здравия с просьбой выяснить причины происшедшего. Занявшись этой проблемой, Ольга Габрилович смогла установить, что сущность образования ядовитого начала «пьяного хлеба» — в разложении зерен различными грибками. 21 декабря 1906 года впервые в России женщине была присуждена ученая степень магистра фармации: её магистерская работа называлась «Действующее начало „пьяного хлеба“».

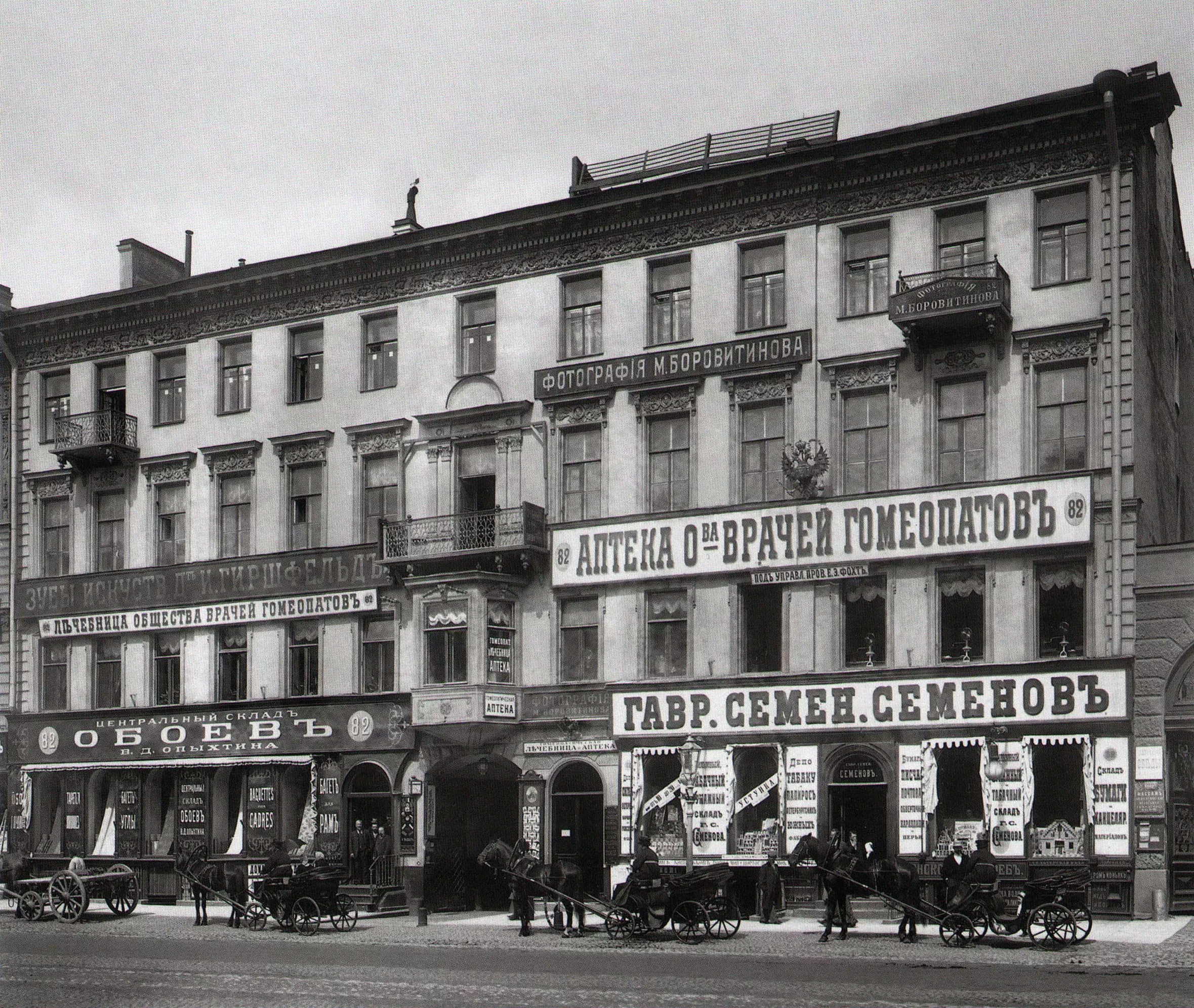
Лечебница и аптека общества гомеопатов

Через полгода после защиты диссертации Ольга Евгеньевна поступила в Женский медицинский институт, где к тому времени уже три года училась её младшая сестра София. Некоторое время Ольга совмещала учёбу в институте с аптекарской деятельностью: в книгах 1910—1913 годов она указана как управляющая аптекой Общества врачей-гомеопатов в Доме Брюна на Невском проспекте, 82.
В 1913 году Ольга Габрилович успешно окончила институт и получила звание лекаря. Её сестра София получила право заняться врачебной деятельностью двумя годами ранее. В последующие годы Ольга и София, вероятно, помогали отцу вести практику на дому. Сестры жили вместе с отцом и его второй женой (матерью Софии) в доме № 38 по набережной Фонтанки. София, как и отец, специализировалась по акушерству и гинекологии. В годы Первой мировой войны Ольга Габрилович оказалась в Саратове, но осенью 1916 года вернулась в Петроград в отцовскую квартиру.
После Октябрьской революции, Ольга Габрилович жила в Петрограде. В годы Гражданской войны, с декабря 1920, она работала младшим ассистентом на кафедре биологической химии Государственного института медицинских знаний (ГИМЗ), где вела исследовательскую и преподавательскую работу. В справочнике «Научные работники Петрограда» за 1922 год Габрилович указана как докторант медицины, ассистент Психоневрологической академии, Военно-медицинской академии и ГИМЗ. В октябре 1923 года на четыре месяца выезжала в командировку в Берлин. По возвращении в Россию[уточнить] продолжила свою работу в ГИМЗ и в 1924—1925 годах занималась определением пуриновых тел в различных органах и тканях.
В апреле 1925 года руководство ГИМЗ по согласованию с Наркомпросом разрешило Ольге Евгеньевне за свой счет выехать на летние месяцы за границу для поправки здоровья и продолжения начатого исследования. Это последнее имеющееся в архивных документах упоминание о ней. По другим данным в 1925 году Ольга Габрилович эмигрировала во Францию и поступила на службу в институт Пастера.

### Архивы
- Габрилович Ольга Евгеньевна
- Габрилович Ольга Евгеньевна